# Alfons Colle
Alfons Colle (Gent, 13 maart 1882 - Sint-Denijs-Westrem, 11 februari 1968) was een Belgisch liberaal syndicalist en politicus voor de Liberale Partij.

## Levensloop
Na de Eerste Wereldoorlog richtte Colle, Gustaaf Van Damme en enkele medestanders het Verbond der Liberale Vakbonden van Beide Vlaanderen op, waarvan hij de eerste secretaris werd. In 1929 werd hij directeur-generaal van de Nationale Centrale der Liberale Vakbonden van België, vanaf 1938 ACLVB. Eveneens op zijn initiatief werden omstreeks 1930 de werkloosheidskassen en stakingskassen van de liberale vakbonden verenigd op nationaal niveau.
Als liberaal politicus zetelde hij van 1938 tot 1946 ook in de Gentse gemeenteraad.
Zijn zoon Armand Colle was eveneens voorzitter van het ACLVB, van 1959 tot 1989.